# Schenkökonomie

Erstveröffentlichung Marcel Mauss’ Essai sur le don

Der Begriff Schenkökonomie (auch „Kultur des Schenkens“ bzw. Umsonstökonomie) bezeichnet eine soziologische Theorie, die dem Strukturfunktionalismus zugeordnet wird. Die Schenkökonomie ist demzufolge ein soziales System, in dem Güter und Dienstleistungen ohne direkte oder zukünftige erkennbare (monetäre) Gegenleistung weitergegeben werden, tatsächlich allerdings meist mit verzögerter Reziprozität. Auf längere Sicht handelt es sich dann um eine Form von Tauschen, die sich aber vom Tauschhandel unterscheidet – man spricht von Gabentausch als Gegensatz zum Warentausch. Die Schenkökonomie gründet sich häufig auf dem Prinzip allgemeiner Solidarität. Ursprünglich wurde der Begriff für ein vorherrschendes Phänomen in urgeschichtlichen und Stammesgesellschaften verwendet, in denen soziale oder immaterielle Gegenleistungen wie Karma, Ansehen oder Loyalität und andere Formen von Dank erwartet wurden. Anthropologen und anderen Wissenschaftlern ist es gelungen, den Gabentausch auch in gegenwärtigen Kulturen nachzuweisen.

## Begriffsherkunft
Erstmals wird der Ausdruck „Schenkökonomie“ in Marcel Mauss’ Essai sur le don (1923/24) erwähnt im Zusammenhang mit der Untersuchung des Austausches und der Verteilung von Gaben bei den Indianerstämmen der Tlingit, Haida, Tsimshian und Kwakiutl in Nordamerika. Mauss hat dabei die systemische Bedeutung des Gabentauschs ethnologisch untersucht und Kriterien aufgestellt, nach denen sich Gabentausch grundsätzlich vom Warentausch unterscheidet. In Geschenkwirtschaften wird zwar durchaus eine Gegenleistung erwartet, sie ist jedoch meist nicht materieller Natur und vor allem nicht in derselben Weise formalisiert.
Sein bekanntestes Beispiel ist der Potlatch, ein periodisch wiederkehrendes Fest einzelner Indianerstämme, bei welchem der Gabentausch zum Wettbewerb um Großzügigkeit und Verschwendung ausuferte. Mauss geht davon aus, dass es sich beim Gabentausch um ein sozialanthropologisches Grundmuster handelt und dass die Gabe sowohl ein beziehungsstiftendes Element als auch eine Möglichkeit ist, den sozialen Abstand zu manifestieren.
Zu ähnlichen Schlussfolgerungen kommt auch Bronisław Malinowski, der das Phänomen des Kula-Tausches untersuchte, das er bei den gartenbauenden Trobriandern entdeckt hatte.

## Begriffsabgrenzung
Der Unterschied zwischen Waren- und Gabentausch wird zum Teil über eine gegensätzliche Deutung von „Ware“ und „Gabe“ erklärt.
Die Gabe wird in der Wissenschaftsgemeinde unterschiedlich thematisiert.
Einige Wissenschaftler betrachten die Gabe als reinen Eigennutz, andere betrachten die Gabe aus der tauschtheoretischen Perspektive, andere wiederum verknüpfen die Gabe mit ökonomischem Kalkül, welches tabuisiert bleibt. Manchmal wird die Gabe auch als Schnittmenge zwischen Eigennutz und Altruismus interpretiert und im extremsten Fall als Gabe ohne Reziprozitätserwartung verstanden und somit als Ideal dargestellt.

### Waren- und Gabentausch
Sowohl der Waren- als auch der Gabentausch beinhalten jeweils einen Transfer, für welchen eine Gegenleistung erwartet wird. Wie anfangs bereits erwähnt, kann diese Gegenleistung auch verzögert stattfinden und an Ereignisse geknüpft sein.
Beim Gabentausch bleiben sowohl der Wert der Gegenleistung als auch die zeitliche Erfüllung dem Gabenempfangenden überlassen. Als Beispiel für diese verzögerte Gegenleistung wird die Einladung zum Essen unter Bekannten angeführt. Die Gegenleistung kann aber auch indirekt erfolgen, das heißt, der Gabenempfangende muss keine Gegenleistung erbringen, sondern der Gabengebende erhält durch die Vergabe Anerkennung in der Gemeinschaft. Als Beispiel hierfür wird die (teilweise vormalige) bedingungslose Gastfreundschaft der mediterranen, arabischen, persischen und indischen Völker angesehen.

### Gabe und Handel
Die Gabe transportiere – so das Begriffsverständnis – das Signal der Achtung und Ehrerbietung gegenüber einer anderen Person. Der Handel im Gegensatz dazu liefert meist keine externe Bestätigung. Die Gabe kann billig, materiell oder symbolisch sein. Sie ist aber mit Kosten, also zunächst negativen Konsequenzen einer Aktion angesichts eines bestimmten Planes und Entscheidungsfeldes, verbunden. Aber die Gabe ist Anerkennung, und Anerkennung ist eine knappe Ressource. Die Knappheit der Anerkennung ist bedingt durch die eingeschränkte Verfügbarkeit von Zeit und psychischer Energie. Insofern kann die Gabe als Anerkennung auch eine Form der Gegenleistung für etwas verstanden werden – also im Sinne von Dankbarkeit.
Eine strikte Trennung von Gabe und Handelsgut, wie sie Marcel Mauss vorschlug, beruht überwiegend auf der zu seiner Zeit vorherrschenden Lehre und der Unterschätzung der dualen Natur der Gabe und des Gabentausches. So sieht zum Beispiel Maurice Godelier die Gabe als eine Kombination aus beidem, Gabe und Handelsware. Die Gabe bestehe aus der nicht monetär messbaren Gabe und dem monetär messbaren Wirtschaftsgut. Dabei erhält beim Austausch das Austauschobjekt bzw. der Gabenempfangende neben der Funktion des Austauschobjektes einen besonderen Status und eine besondere Identität.

## Ältere wirtschaftswissenschaftliche Betrachtung
Um das Thema Gabentausch fand zum Ende des 19., Anfang des 20. Jahrhunderts eine intensive wissenschaftliche Diskussion statt. Diese war von unterschiedlichen Auffassungen der verschiedenen Wissenschaftsbereiche geprägt. Die eine Seite wurde durch die Wirtschaftswissenschaftler vertreten, die aber wiederum unter sich durchaus unterschiedliche Auffassungen hatten, und die andere Seite durch die Soziologen und Philosophen.

### Einheit von Moral und Ökonomie
Standpunkte wie die des Bronisław Malinowskis, der Gaben als eine sinnlose Form des Güteraustauschs bezeichnete und von Gesellschaftsformen berichtete, die im Gegensatz zur damals vorherrschenden Wirtschaftsform Europas eine alternative Lebensweise bieten würden, dienten ebenfalls wie Marcel Mauss’ Ausführungen als Ausgangspunkt für die Kritik an den Prinzipien des Rationalismus und Merkantilismus. Mauss kritisierte insbesondere, dass Begriffe wie „Individuum“ und „Profit“ eine immer größere Bedeutung erfahren und dies nicht nur der Gesellschaft, sondern sogar letztendlich auch dem Einzelnen selbst schade. Mauss’ Ansichten decken sich in diesem Bereich mit denen seines Onkels und Lehrers Émile Durkheim, dem Begründer der empirischen soziologischen Wissenschaft, der die fortschreitende Trennung von Moral und Ökonomie kritisierte und die Idee des Individualismus ablehnte.
Mit der Kritik am Individualismus reiht sich Durkheim in die Vertreter der Historischen Schule der Nationalökonomen ein, zu der zum Beispiel auch Gustav von Schmoller gehörte und bei dem Durkheim studiert hatte. Der Kerngedanke der Historischen Schule war die Idee der strikten ethischen Wirtschaftsauffassung, also einer Verbundenheit beziehungsweise Einheit der Moral und Ökonomie. Zu Schmoller gesellte sich auch Karl Bücher als Kritiker der vorhandenen Wirtschaftsstruktur, welche mehr und mehr einzig auf den geregelten Tausch ausgerichtet gewesen sei. Schmoller und Bücher schlugen als Alternative die Weitergabe von Dienstleistungen und Gütern im unentgeltlichen Sinne vor. Aus diesem solle sich dann für das Gegenüber die implizite, moralische Verpflichtung entwickeln, für die erhaltenen Gaben ebenso Dienste zu leisten oder Güter zu vergeben.

### System der totalen Leistung
Marcel Mauss definiert den Gabentausch als „système des prestations totales“ (System der totalen Leistung). Dieses Prinzip des Systems der totalen Leistung beruht darauf, dass ein Austausch von Gütern und Dienstleistungen nicht im streng ökonomischen Sinne abläuft, sondern freiwillig in Form von Gaben und Geschenken erfolgt. Mauss hebt insbesondere hervor, dass es sich in diesem System nicht nur um das Geben („donner“) und das Annehmen („recevoir“) eines Geschenkes handelt, sondern eben gerade auch die Erwiderung („rendre“) als drittes Element von besonderer Bedeutung ist.

## Neuere wirtschaftswissenschaftliche Betrachtung
Mit dem Wiederaufleben der wissenschaftlichen Diskussion über den Gabentausch in den 1960er bis 1990er Jahren wurde vereinzelt aus wirtschaftshistorischer und wirtschaftstheoretischer Sicht das System der Schenkökonomie wieder aufgegriffen.
- Verhaltensökonomisch betrachtet, beinhaltet der Gabentausch zwei Elemente: erstens den Gewinn und Nutzen für den Gabenempfänger und zweitens die Zufriedenheit und den Nutzen aus der Vergabe für den Gabegebenden. Die Effizienz des Gabentausches ergibt sich aus der Kombination dieser Elemente.
- Mikroökonomisch betrachtet entspricht der Gabentausch einer perfekten Preisdiskriminierung unter Monopolbedingungen (Abb. 1).[23]

Die Zufriedenheit ist nicht (monetär) messbar und daher als immaterieller Nutzen zu sehen.

### Gabentausch und perfekte Preisdiskriminierung

Abb. 1: Perfekte Preisdiskriminierung unter Monopolbedingungen

Bei der perfekten Preisdiskriminierung unter Monopolbedingungen erhält der Anbieter (der Gabengebende) von jedem Kunden (Gabenempfänger) den Reservationspreis (die individuelle Wertschätzung). Er erhält also nicht den Marktpreis, sondern den individuellen Preis auf der Nachfragekurve. Mit anderen Worten entspricht die individuelle Wertschätzung einer Gabe beim Gabenempfänger genau dem Preis, den er maximal bereit wäre zu zahlen.
Dies bedeutet auch, dass jeglicher Gewinn bei dem Monopolisten (Gabengebenden) entsteht und es keine Konsumentenrente gibt. In der Marktwirtschaft ist das Auftreten einer perfekten Preisdiskriminierung unter Monopolbedingungen selten. Denn um diese Preisdiskriminierung erreichen zu können, müssen zwei Bedingungen erfüllt sein: Der Monopolist muss den Reservationspreis jedes individuellen Käufers kennen und Arbitrage muss unterbunden sein, das heißt, der Weiterverkauf und Handel zwischen den Käufern muss ausgeschlossen sein. Die zweite Bedingung ist beim Gabentausch dadurch gegeben, dass jeder Anbieter Monopolist ist. Das bedeutet, dass die Anerkennung, die er vergibt, individuell ist und von niemand anderem vergeben werden kann; dementsprechend kann sie auch nicht gehandelt oder weiterverkauft werden. Die erste Bedingung, das Kennen des Reservationspreises, ist etwas schwieriger zu erfüllen; es wird aber angenommen, dass durch individuelle Erfahrungswerte und Beobachtungen sich die vergebene Anerkennung an die Bedürfnisse des Empfängers annähert. Bei eintretender Reziprozität wird der vorige Gabenempfänger, nun Gabengebender, wiederum zum Monopolist. Dies bedeutet, dass nun jeglicher Gewinn bei diesem anfällt. Durch diese sich wiederholende Reziprozität ist es möglich, dass die beiden Kontrahenten im Gabentausch abwechselnd die Produzentenrente erhalten und ein effizientes Gleichgewicht entsteht. Es bleibt jedoch die Unsicherheit darüber, ob die Gabe erwidert wird und wie lange der Prozess der Erwiderung anhält.

### Gabentausch und Handel

Abb. 2: „Die Grenzen des Gabentausches und des Handels“

Avner Offer hat die Interaktion und die Grenzen des Gabentausches und des Handels anhand der nebenstehenden heuristischen Abbildung (Abb. 2) untersucht. Die Abszisse (horizontale Achse) misst das quantitative Angebot eines bestimmten Gutes (oder aller Güter) innerhalb eines marktwirtschaftlichen Austausches (Handel) oder innerhalb eines Gabentausches. Die Ordinate (vertikale Achse) gibt dabei den Preis (Preisäquivalent) an. Die Abbildung enthält zwei Schnittpunkte von Angebot und Nachfrage, je für den marktwirtschaftlichen Austausch {\displaystyle ms'} und den Gabentausch {\displaystyle r'}. Beim Gabentausch im Gegensatz zum marktwirtschaftlichen Austausch sind sowohl Angebot- als auch Nachfragefunktionen preisunelastischer, das bedeutet, dass das Angebot beziehungsweise die Nachfrage unterproportional auf Preisveränderungen reagiert.
Der Abschnitt auf der Abszisse zwischen {\displaystyle O} bis {\displaystyle g1} beinhaltet die Güter oder Dienstleistungen, die nur der Gabentausch liefern kann (z. B. romantische Liebe). Die vertikale Gerade {\displaystyle g1-md} ist die Marktgrenze und {\displaystyle md-ms} die Marktnachfragekurve. Zwischen {\displaystyle g1} und {\displaystyle g2} gibt es eine Überlappung der Marktangebotskurve {\displaystyle ms-ms'} und der Nachfragekurve des Gabentausches {\displaystyle P-pr}. Dies resultiert daraus, dass einige Güter oder Dienstleistungen mit oder ohne Anerkennung angeboten werden. Der Abschnitt {\displaystyle O-g2} würde dementsprechend eine authentische Wirtschaft mit Gabentausch und marktwirtschaftlichem Tausch und die Gerade {\displaystyle g2-r'} die Grenze zwischen Gabentausch und der Marktwirtschaft repräsentieren. Über die Grenze von {\displaystyle g2} läuft die Nachfragekurve des Gabentausches abwärts in Richtung des Marktgleichgewichtpreises {\displaystyle r'-pr}.
Dieser Teil der Nachfrage außerhalb des Gabentausches soll aber verdeutlichen, dass das Ausnutzen von Anerkennung beim Prozess des Verkaufens als sogenannte „Pseudoanerkennung“ nützlich zur Preisdiskriminierung sein kann. Ein Beispiel für diese Anerkennung wäre das Geschäftsessen. Hier findet die Übergabe eines Geschenkes (das Essen) statt in der Hoffnung auf Reziprozität, hier den Vertragsabschluss.
Die marktwirtschaftliche Grenzkostenkurve {\displaystyle ms-ms'} ist elastischer (flacher) als die Gabentauschangebotskurve {\displaystyle r-r'}. Wenn die Produktivität zunimmt, dann verschiebt sich diese zu {\displaystyle g1-ms''} und die Produktionsgrenze zu {\displaystyle pf2-ms''}. Dies entspricht in der Regel der historischen Transformation von der vorindustriellen Gesellschaft zu derjenigen, die stärker am Markt orientiert ist.

### Kritik
Kritik an der neoklassischen Analyse und Einordnung des Wirtschaftens innerhalb einer Schenkökonomie wird überwiegend von Anthropologen geäußert. Die Anwendung neoklassischer Modelle auf archaische Systeme des Wirtschaftens und Tausches verlangt meist eine unangemessene und verzerrende Versachlichung von immateriellen Beziehungen.

## Soziologische Betrachtung

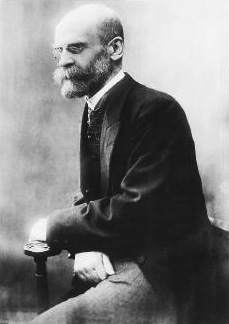
Émile Durkheim, Onkel und Lehrer von Marcel Mauss

Marcel Mauss’ Werk Essai sur le don gilt als Ausgangspunkt der soziologischen Auseinandersetzung mit dem Gabentausch und der Schenkökonomie. Als Soziologe und Ethnologe, geprägt durch seinen Lehrer und Onkel Émile Durkheim, der bereits über die Thematik des Gabenaustausches referierte, gelang es Mauss, einen allgemeingültigen Begriff des Gabentausches zu prägen und in der ökonomischen, juristischen, moralischen und soziogenetischen Wissenschaft zu etablieren. Vorwiegend sind seine Thesen aber insbesondere soziologisch und kulturell geprägt. Aus der oben angesprochenen Kritik des Individualismus, insbesondere der Vertreter der historischen Schule, entwickelten sich unterschiedliche soziologische Theorien bezüglich des sozialen Systems einer Schenkökonomie und der Motivation und Gegenseitigkeit des Gabentausches.

### Schenkökonomie aus rationalistischer und utilitaristischer Sicht
Die Rationalitätsannahme besagt, dass das rationalistisch handelnde Individuum bei gegebenen Handlungsalternativen diejenige Alternative wählt, bei der der Wert des Handlungserfolges und die Wahrscheinlichkeit des Eintritts des Handlungserfolges am größten ist.
Aus dem rationalistischen Handlungsprinzip wurde abgeleitet, dass Gabentausch und Handel in einer solchen Art und Weise vollzogen werden, wie sie dem individuellen Nutzen für jede einzelne Partei entspricht. Da der Mensch im Utilitarismus Nutzenmaximierer ist, hat er eine natürliche Aversion gegenüber Verlustsituationen. Vorübergehende Verluste allerdings können in Kauf genommen werden, wenn diese zum Aufbau einer ertragsförderlichen Zusammenarbeit führen.

### Schenkökonomie aus normativistischer und kollektivistischer Sicht
Pierre Bourdieu setzt zwar keinen expliziten Automatismus (Gabe und Erwiderung der Gabe durch Gegengabe) voraus, da auch die Ungewissheit der Erwiderung zu berücksichtigen sei, geht aber davon aus, dass ein Großteil der Geschenke in einer Schenkökonomie erwidert werden. Die Gegenseitigkeit beruht nach seinen Vorstellungen auf zwei Prinzipien: die zeitliche Verzögerung, bevor eine Gegengabe gegeben wird, und die Unterschiedlichkeit der Gegengabe zur ersten Gabe. Wenn diese Prinzipien beachtet werden, entstehe ein System, das bei einer Gabe die Gegengabe nicht als Gegenleistung erscheinen lässt. Das heißt, das Geschenk wird nicht zurückgezahlt. Der Gabengebende und der Gabenempfangende – auf der Grundlage der zeitlichen Verzögerung und ohne Verhandlungen – geben ihre Gaben aus Großzügigkeit. Nach Bourdieu sei dies jedoch weit entfernt von der Realität, und das Schenken beinhalte immer die Berücksichtigung eventueller strategischer Vorteile. Bourdieu zufolge wird beim Prozess des sozialen Schenkens die Reziprozität absichtlich verschleiert. Er unterstellt den Akteuren der Schenkökonomie eine absichtliche, kollektive Verkennung und Verschleierung der realen Tatsachen: die Bedingungen eines Tausches, die implizite Abhängigkeit des Gebens und des Nehmens.
Gegen Bourdieus Theorie stehen die wissenschaftlichen Untersuchungen zum Blutspenden. Die Blutspende wird dabei als die Gabe in Reinform angesehen, da der Blutspender den Empfänger nicht kennt und nur eine symbolische Entschädigung erhält. Die Blutspende sei daher in der modernen Gesellschaft das klassische Beispiel altruistischen Verhaltens gegenüber anonymen Anderen.
Der US-amerikanische Soziologe Alvin W. Gouldner betrachtet Reziprozität als moralische Norm, die aus zwei Minimalforderungen besteht: „Man sollte denjenigen helfen, die einem geholfen haben, und man sollte jene nicht kränken, die einem geholfen haben.“ Gouldner geht davon aus, dass – wenn diese moralische Norm von Akteuren im schenkökonomischen System internalisiert ist – diese Norm das Risiko, welches mit der erstmaligen Vergabe eines Geschenkes verbunden ist, durch das Schaffen von Vertrauen und Entstehen einer Verpflichtung reduziert wird. Gouldner geht dabei noch weiter und unterscheidet die Motivebene und die Wirkungsebene. So kann der Prozess des Schenkens auf der Motivebene aus Wohltätigkeit heraus entstehen, auf der Wirkungsebene aber den unbeabsichtigten Effekt der reziproken Erwiderung haben.

### Grenzen der Schenkökonomie
Durch den Gabentausch kann sich eine Verpflichtung ergeben, mit anderen Worten eine Schuld entstehen. Der Gebende erhält durch die Gabe einen emotionalen und materiellen Nutzen oder Vorteil gegenüber dem Empfänger. Durch einmaliges, aber insbesondere wiederholtes Verteilen von Gaben entstehen Bindungen in unterschiedlicher Form: im Sinne einer vertraglichen Verpflichtung (finanziell) und im Sinne von menschlichen Bindungen (emotional). Dies kann soweit gehen, dass Gabentausch die schwächere Partei in eine ständige hierarchische Unterdrückung führt.
Eine starke Schenkökonomie, beziehungsweise ein Wirtschaftssystem, das überwiegend auf Reziprozität beruht, kann den Markt und Handel verdrängen. Als Beispiel dafür werden von Anthropologen soziale Strukturen gesehen, in denen ein Regime einer allgemeinen Reziprozität vorherrscht, wie die Cosa Nostra in Italien, die russische Mafia und die Triaden in China.

## Anthropologische Betrachtung
In der Anthropologie wird ebenfalls zwischen den zwei Arten des Tausches unterschieden: dem marktwirtschaftlichen Tausch und dem Gabentausch. Der Ursprung der sogenannten anthropologischen „Geschenk versus Handelsgut“-Debatte geht auf Marcel Mauss zurück. Mauss hinterfragte die Ansicht der Befürworter der freien Marktwirtschaft, dass das menschliche Wesen durch das Streben nach Gewinn getrieben sei und dass alle menschlichen Interaktionen und ihre Motive daher unter wirtschaftlichen Gesichtspunkten analysiert werden könnten.

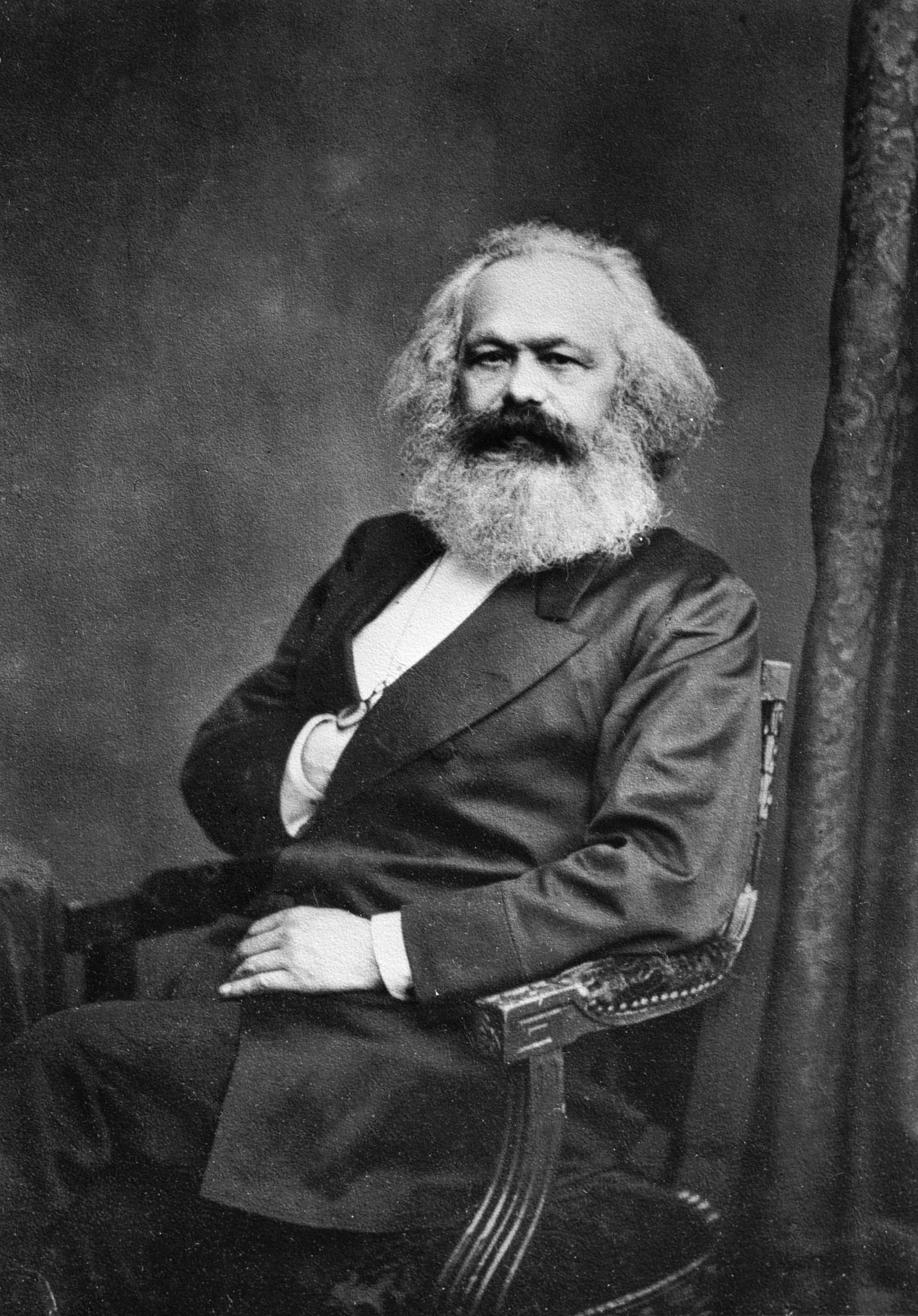
Karl Marx (1875)

Die Vorstellung, dass der Gabentausch eine Wirtschaftsform ist, die entgegengesetzt zum marktwirtschaftlichen Austausch steht, wurde insbesondere von Christopher Gregory und Marilyn Strathern propagiert. Gregory sieht den Gabentausch als persönliche Beziehung auf der Mikrogesellschaftsebene, wohingegen der Warentausch zum Handel und den unpersönlichen Beziehungen zugehörig sei. Gregorys Zuordnung und Unterscheidungskriterien berufen sich dabei zum großen Teil auf die Arbeiten von Karl Marx.
Die von Christopher Gregory eingeführte scharfe Trennung zwischen Geschenk und Handelsgut wurde im Laufe der letzten Jahre immer wieder von Anthropologen hinterfragt und kritisiert. Die Auffassung, eine Aufteilung in zwei Strukturen vorzunehmen und so zwischen der sozial verankerten und kulturell entwickelten Schenkökonomie einerseits und der unpersönlichen, rationalen Marktwirtschaft andererseits zu unterscheiden, basiere auf westlichen, ethnozentrischen Annahmen, die künstliche Formalisierung des Begriffs „reines Geschenk“ der industrialisierten westlichen Gesellschaft und der Romantisierung des Gabentausches der archaischen Gesellschaften.
Ebenfalls wird von Kritikern angeführt, dass Christopher Gregorys und Stratherns strikte Trennung den Gabentausch trivialisiere, dabei seien aber Geschenke für die industrialisierten Gesellschaften mit ganz erheblichen wirtschaftlichen Funktionen verbunden. So seien zum Beispiel Weihnachtsgeschenke in den Vereinigten Staaten einer der wichtigsten wirtschaftlichen Motoren für den Einzelhandel. Des Weiteren seien in westlichen Gesellschaften viele Beispiele zu finden, die Merkmale der Schenkökonomie aufweisen, wie zum Beispiel der Austausch von Wissen in der wissenschaftlichen Gemeinschaft und die freie Nutzung von Dateien und Informationen im Internet.
Der anthropologische Konsens scheint ein Kompromiss zu sein. So seien der Gabentausch und der Warentausch keine zwei völlig unterschiedliche und gegenseitig ausschließende Gesellschaftsformen, sondern nur zwei idealisierte Typen des Austausches. In der Realität sei jedes Wirtschaftssystem eine Mischung aus beiden. Die zwei Arten des Austausches sind miteinander verflochten und es finden sich häufig beide Komponenten in Austauschsituationen.

## Historische Betrachtung der Schenkökonomie
Prinzipiell ist sowohl bei der historischen als auch der gegenwärtigen Betrachtung festzustellen, dass es das Ideal eines Wirtschaftssystems, welches ausschließlich auf dem schenkökonomischen System beruht, welches auf der reinen Gabe, also ohne Erwartung der Reziprozität beruht, weder in der Vergangenheit existiert hat noch in der Gegenwart existiert. Dennoch ziehen Anthropologen immer wieder Parallelen zu schenkökonomischen Systemen.

### Schenkökonomie in archaischen Gesellschaften
Die wohl am meisten zitierten und wissenschaftlich untersuchten schenkökonomischen Systeme sind der Kula-Tausch und der Potlatch. Diesen beiden Phänomenen ist gemein, dass sie im Gegensatz zur reinen Gabe im Sinne der Opfergabe oder des Opfers, ein soziales System, teilweise ein Wirtschaftssystem innerhalb einer Wirtschaftsordnung darstellen.

#### Kula-Tausch

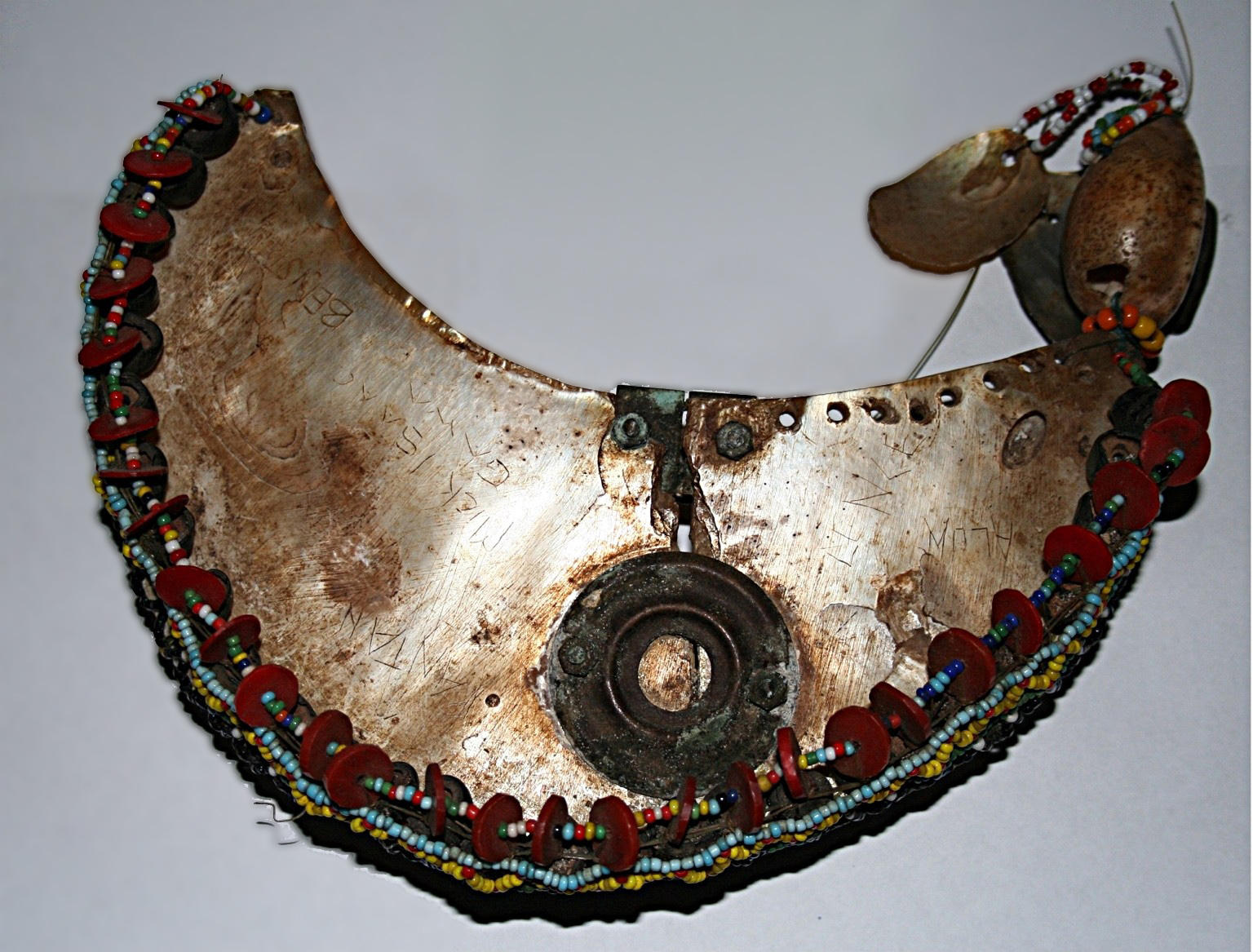
Eine „soulava“ (Halskette), die im Kula weitergegeben wird

Im Kula-Tausch der Trobriander, bei welchem wertvolle Muscheln über Hunderte von Kilometern von Person zu Person in einem großen Ring weitergegeben werden, ist die Beziehung zwischen jedem Paar von Handelspartnern dyadisch. Dies bedeutet, dass jeder Tauschprozess aus zwei meist gegensätzlichen Positionen zusammengesetzt ist und demzufolge eine ausgewogene Balancierung des Wertes bei jeder Weitergabe erfolgt. Der Wert eines Kulas ergibt sich dabei aus dem Zusammenhang mit der zur Fertigung aufgewendeten Arbeit, der Knappheit des Rohmaterials und der besonderen Historie des Weiterreichungsprozesses, der überwiegend bei jährlich wiederkehrenden Besuchen der Handelspartner benachbarter Inseln entsteht.
Die Gaben, die im Kula ausgetauscht werden, sind Halsketten (soulava) und Armbänder (mwali), die aber weder aus besonders seltenen Materialien bestehen, noch eine große Kunstfertigkeit aufweisen. Malinowski sieht im Kula-Tausch drei wichtige gesellschaftliche Funktionen. Erstens diene er dazu, die freundschaftlichen Beziehungen, den friedlichen Kontakt und die Kommunikation über große Entfernungen mit den Handelspartnern zwischen den Bewohnern der einzelnen Inseln zu erhalten. Zweitens kann mit dem Kula im Zuge der jährlichen Expeditionen ebenfalls Handel verbunden und es können Gebrauchsgegenstände getauscht werden. Drittens sieht Malinowski im Kula eine Festigung und Begründung des sozialen Status, der durch den Besitz der wertvollsten Muscheln gekennzeichnet ist.
Die Ethnologin Susanne Kuehling untersuchte ein ähnliches, ebenfalls „Kula“ genanntes Tauschsystem auf der Insel Dobu.

#### Potlatch

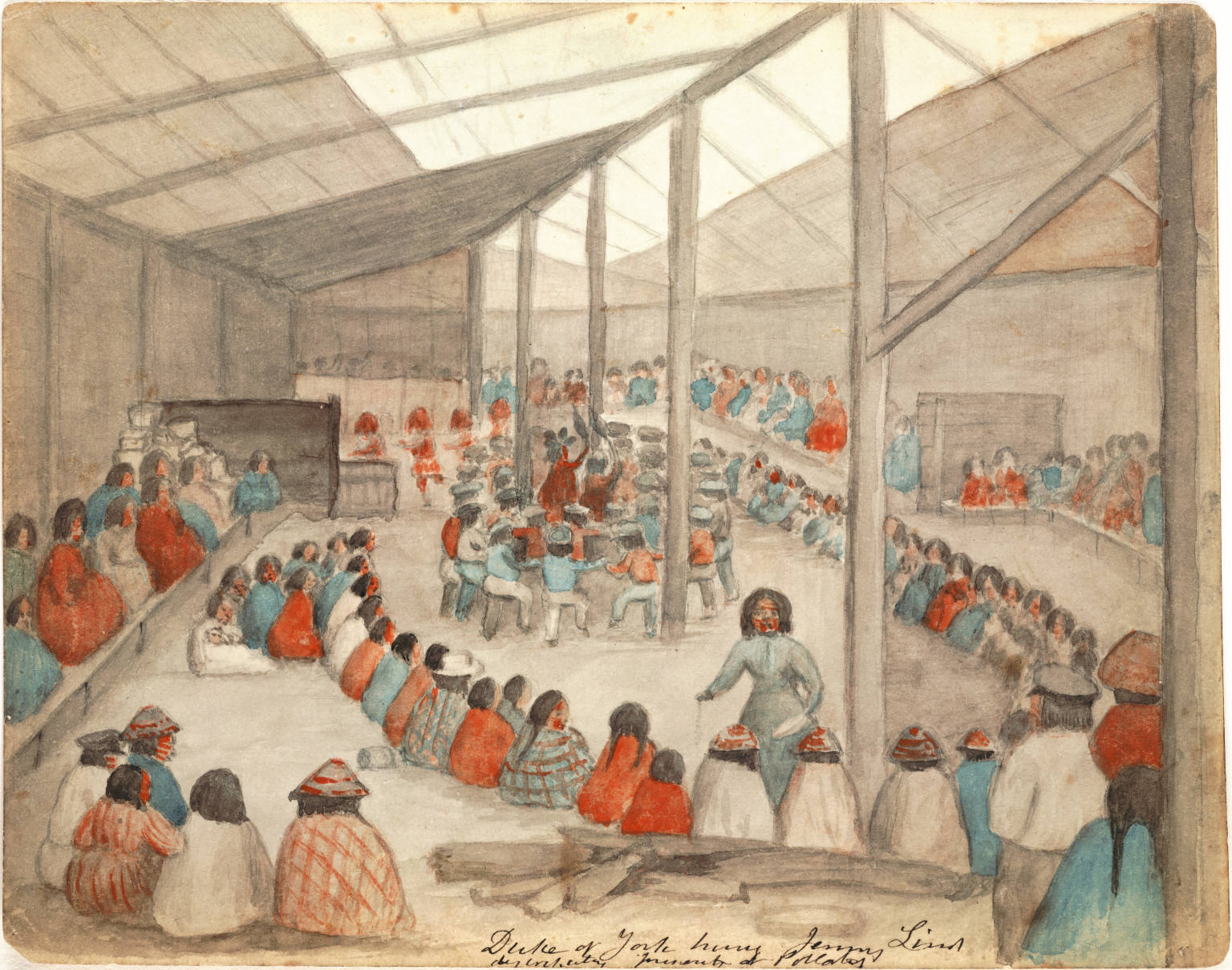
Angehörige der Klallam beim Verteilen von Potlatch (Wasserfarbengemälde von James G. Swan)

Marcel Mauss sah nicht nur die Vorzüge der Schenkökonomie, sondern hob auch deutlich hervor, dass das schenkökonomische System einen zerstörerischen Charakter besitze und zu einem ruinösen Wettbewerb führen könne. Als Beispiel für übermäßige Reziprozität führte er den Potlach an. Im Potlach, bei welchem der Gabentausch zum Wettbewerb um Großzügigkeit und Verschwendung ausufere, führte er den zerstörerischen Charakter allerdings nicht ausschließlich auf die Reziprozität zurück, vielmehr sei es das Zusammenspiel von religiösen, wirtschaftlichen, militärischen, ethischen und politischen Faktoren.
Mauss sieht zwei Grundvoraussetzungen als notwendig zum Funktionieren der Schenkökonomie im Potlach. Erstens ein ausreichendes Vorhandensein von natürlichen Ressourcen zum Lebenserhalt, wie Fisch und Wild, und zweitens eine kompakte und hierarchische Struktur der Gesellschaft. Der große Überschuss an Nahrungsproduktion der Stämme, die den Potlach veranstalteten, ermöglichte eine Etablierung der Oberschicht, die nicht in der täglichen Praxis der Nahrungsversorgung eingebunden werden musste. Das Abhalten eines Schenkfestes ermöglichte die Etablierung innerhalb der Hierarchie und den Erwerb eines höheren Status, der sich über Titel manifestierte. Bei den Stämmen der Kwakiutl gab es zum Beispiel 651 Titel, die einen bestimmten Rang in der Gesellschaftshierarchie ausdrückten. Allerdings wurden Potlatch nicht wechselseitig ausgerichtet und niemand führte Buch, wer ein Potlatch gegeben hatte und wie oft. Dies lag auch an der Tatsache, dass er relativ selten stattfand und die Anlässe, wie der Tod eines Häuptlings, nicht vorhersehbar waren.

### Zeitgenössische Thesen und Entwicklungen
Der Gabentausch und der Warentausch sind keine zwei völlig unterschiedliche und sich gegenseitig ausschließende Systeme, sondern nur zwei idealisierte Typen des Austausches. In der Realität sei – so die These – jedes Wirtschaftssystem eine Mischung aus beiden.
Anthropologische Studien vergleichen Phänomene der heutigen Zeit mit dem schenkökonomischen System und kommen zum Schluss, dass auch in der heutigen Zeit Transferleistungen, die nicht auf einer direkten Gegenseitigkeit beruhen, stattfinden, so zum Beispiel in Form von Organ- und Blutspenden, Wohltätigkeit, Filesharing und Vermächtnissen. Meistens findet jedoch heutzutage der Gabentausch im Kontext der Gegenseitigkeit statt.
Für seine Analyse der inneren Mechanismen der Open-Source-Bewegung zieht Gerd Sebald eine Analogie zur Geschenkökonomie der archaischen Gesellschaften nach dem Muster von Marcel Mauss’ Untersuchungen heran. Er schlägt vor, die Hackerkultur als eine Gabentauschkultur zu fassen: Das meiste Ansehen genieße derjenige, der der Gemeinschaft die größten Geschenke bereite.
Die Vorläufer der heutigen Umsonstläden entstanden Ende der 1960er Jahre im Zuge der Protestbewegungen der Sechzigerjahre in den USA. Ausgangspunkt waren die Kritik am Geld als Tauschmittel und idealisierte Vorstellungen. So gründete die anarchistische Bewegung der Diggers, eine Guerilla-Theatergruppe, neben vielen anderen „freien Aktivitäten“ wie dem Free Medical Center, Free Stores in San Francisco und einen in New York. Auch in Australien gab es Anfang der 1970er Jahre einen solchen Free Store in Melbourne, der ebenfalls aus der anarchistischen Bewegung und deren Kapitalismuskritik hervorging. 2010 gab es sie auf der ganzen nördlichen Welthalbkugel und in Deutschland in jeder größeren Stadt. Seit den 1990er Jahren entstehen weltweit öffentliche Bücherschränke, die im Gegensatz zum Umsonstladen meist kein Ladenlokal und keine Betreuung erfordern.